# Jonidan
 (décembre 2022).
Si vous disposez d'ouvrages ou d'articles de référence ou si vous connaissez des sites web de qualité traitant du thème abordé ici, merci de compléter l'article en donnant les références utiles à sa vérifiabilité et en les liant à la section « Notes et références ».
Jonidan (序二段) est la deuxième plus basse division de classement des lutteurs de sumo.

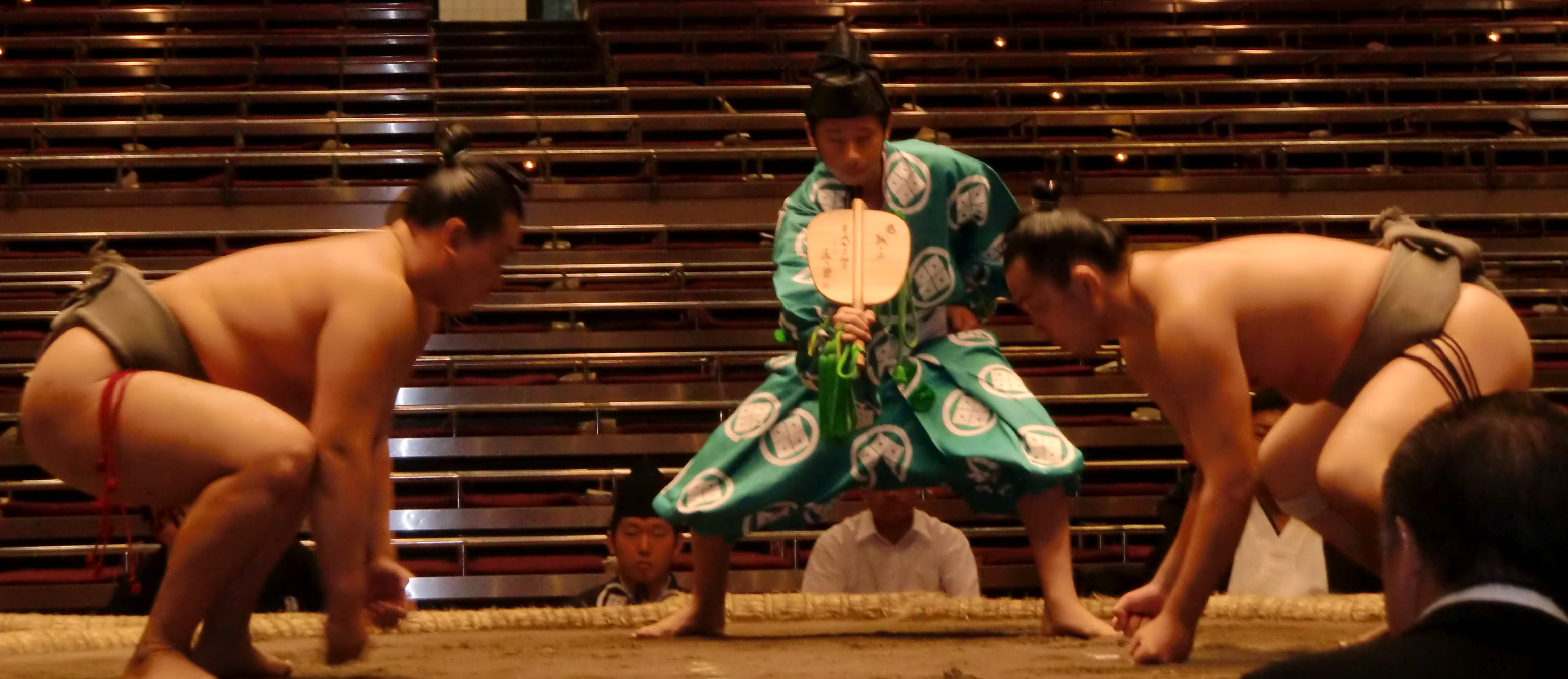
Combat de sumo de division jonidan.

Contrairement aux divisions situées au-dessus dans le système de classement des lutteurs de sumo, la division jonidan n'a pas un nombre fixe de lutteurs. Il y en a environ 300 ; cette division suit la division sandanme et précède la division jonokuchi.